# Cuyahoga Falls
Cuyahoga Falls è una città della contea di Summit, in Ohio, negli Stati Uniti. Al 2010 aveva 49.652 abitanti ed era la seconda città più grande della contea. È un sobborgo di Akron e Cleveland, e parte dell'Area metropolitana di Akron e della Cleveland-Akron-Elyria Combined Statistical Area.
Fu fondata nel 1812 da William Wetmore; originariamente chiamata Manchester, prende il suo nome attuale dal fiume Cuyahoga, che scorre nella città in una serie di cascate.
Confina con Akron a sud e con il Cuyahoga Valley National Park a nordovest.

## Storia
Cuyahoga Falls fu fondata nel 1812 vicino al punto di giunzione delle township di   Northampton, Stow, Tallmadge e Portage; la serie di cascate del fiume Cuyahoga poteva fornire energia alle industrie. Nel 1812 Kelsey e Wilcox costruirono una diga sul fiume, un mulino, una segheria e un frantoio, e questo portò alla costruzione di alcune case; tale area divenne nota come "villaggio vecchio". Quando fu scoperto che era più conveniente sfruttare l'energia del fiume più a valle, quest'area fu abbandonata e poi distrutta nel 1836 da una diga costruita da William Wetmore, che inondò la vecchia diga.
La città fu inizialmente chiamata Manchester, ma poi fu rinominata Cuyahoga Falls su richiesta del servizio postale, in quanto in Ohio vi erano già diverse città chiamate Manchester.
Nel 1841 il Board of Commissioners della contea di Summit nominò Cuyahoga Falls capoluogo della contea; il parlamento statale tuttavia intervenne, e la città fu sconfitta in un voto popolare da Akron, che è da allora rimasta il capoluogo della contea. Cuyahoga Falls non fu mai effettivamente capoluogo.
Sebbene fondata come città industriale, negli anni settanta la città era diventata una comunità residenziale.

## Geografia fisica
Secondo lo United States Census Bureau, la città copre un'area totale di 66,4 km², di cui solo 0,2 km² sono coperti da acqua.

## Società

### Evoluzione demografica
Al censimento del 2000, Cuyahoga Falls contava 49.374 abitanti, 21.665 nuclei familiari e 13.317 famiglie; la densità di popolazione era di 746,4 abitanti al km². Il 95,80% della popolazione era bianca, l'1,87% afroamericana, lo 0,20% nativa americana, l'1,05% asiatici.
Tra i nuclei familiari, il 27,0% aveva bambini con meno di 18 anni, il 48,3% erano coppie sposate, il 10,1% era composta da una donna senza marito- Il 32,6% dei nuclei era composto da individui singoli e il 12,3% aveva più di 65 anni. In media, i nuclei familiari erano composti da 2,26 persone.
In base alle fasce d'età, il 22,5% della popolazione era sotto i 18 anni, il 7,9% tra 18 e 24 anni, il 32,0% tra 25 e 44, il 21,5% tra 45 e 64, e il 16,1% aveva più di 65 anni. L'età media era di 37 anni, e gli uomini erano il 90,3% delle donne; contando solo le fasce d'età superiori ai 18 anni, si hanno 86,5 maschi per 100 donne.
Il reddito medio di un nucleo familiare era di 42.263$; gli uomini guadagnavano in media 40.301$ contro i 28.459$ delle donne; il reddito pro capite era di 22.250$. Circa il 4,5% delle famiglie e il 6,1% della popolazione erano sotto la linea di povertà, compresi l'8,0% delle persone sotto i 18 anni e il 4,2% di coloro con più di 65 anni.

## Sindaci

### 1839-1852
- Henry Newberry, 1837
- Charles W. Wetmore, 1838
- Hosea Paul, 1839
- Charles W. Wetmore, 1840-1843
- Birdseye Booth, 1844-1845
- Hosea Paul, 1846
- Oliver B. Beebe, 1847-1848
- Charles W. Wetmore, 1849-1852

### 1868-1921
- William A. Hanford, 1868
- Richard Blood, 1869
- C. P. Humphrey, 1870-1871
- Joshua L'Hommidieu, 1872-1873
- Horace B. Camp, 1874-1875
- George W. Rice, 1876-1877
- John I Jones, 1878-1879
- W. A. Hanford, 1880-1881
- J. C. Castle, 1882-1883
- A. B. Curtis, 1884
- Samuel Higgs, 1885
- Thomas H. Walsh, 1886
- John I. Jones, 1887-1889
- Samuel Higgs, 1890-1893
- D. F. Felmly, 1894-1899
- C. N. Russel, 1900-1902
- E. M. Young, 1903-1904
- Charles A. Davis, 1905-1908
- C. N. Russel, 1909-1911
- W. H. Taylor, 1912-1921

### City of Cuyahoga Falls
- George Herdman, 1922-1923
- Charles Gray, 1924-1927
- George Porter, 1928-1933
- J. W. Haines, 1934-1943
- Joseph W. Harding, 1944-1949
- George A. Anderson, 1950-1951
- Harding A. Wichert, 1952-1953
- Elmer Wolf, 1954-1955
- Emmet R. Wolfe, 1956-1961
- David Sanders, 1962-1965
- Delbert Ackerman, 1966-1968
- Bruce Thomas, 1968-1969
- William Coleman, 1970-1973
- Robert J. Quirk, 1974-1985
- Don L. Robart, 1986-2013
- Don Walters, 2013- In carica